# Szczerców (gmina)
Pour les articles homonymes, voir Szczerców.
Szczerców est une gmina (commune) rurale (gmina wiejska) du powiat de Bełchatów, dans la Voïvodie de Łódź, dans le centre de la Pologne.
Son siège administratif (chef-lieu) est le village de Szczerców, qui se situe à environ 18 kilomètres à l'ouest de Bełchatów (siège du powiat) et 56 kilomètres au sud-ouest de Łódź (capitale de la voïvodie)
La gmina couvre une superficie de 128,9 km2 pour une population de 7 987 habitants en 2011.

## Histoire
De 1975 à 1998, la gmina est attachée administrativement à la voïvodie de Piotrków.

Depuis 1999, elle fait partie de la voïvodie de Łódź.

## Géographie
La gmina inclut les villages et localités de :

Localisation de la gmina dans la powiat

- Bednarze
- Borowa
- Brzezie
- Chabielice
- Chabielice-Kolonia
- Dubie
- Dzbanki
- Firlej
- Grabek
- Grudna
- Janówka
- Józefina
- Kieruzele
- Kolonia Szczercowska
- Kościuszki
- Kozłówki
- Krzyżówki
- Kuźnica Lubiecka
- Leśniaki
- Lubiec
- Lubośnia
- Magdalenów
- Marcelów
- Młynki
- Niwy
- Osiny
- Osiny-Kolonia
- Parchliny
- Podklucze
- Podżar
- Polowa
- Puszcza
- Rudzisko
- Stanisławów Drugi
- Stanisławów Pierwszy
- Szczerców
- Szczercowska Wieś
- Szubienice
- Tatar
- Trakt Puszczański
- Żabczanka
- Zagadki
- Załuże
- Zbyszek

### Gminy voisines
La gmina de Szczerców est voisine des gminy de:
- Kleszczów
- Kluki
- Rusiec
- Rząśnia
- Sulmierzyce
- Widawa
- Zelów

## Structure du terrain
D'après les données de 2009, la superficie de la commune de Szczerców est de 99,91 kilomètres carrés, répartis comme telle :
- terres agricoles : 60 %
- forêts : 29 %

La commune représente 13,33 % de la superficie du powiat.

## Démographie
Données du 30 juin 2009 :
| Description        | Total  | Total | Femmes | Femmes | Hommes | Hommes |
| ------------------ | ------ | ----- | ------ | ------ | ------ | ------ |
| Unité              | Nombre | %     | Nombre | %      | Nombre | %      |
| Population         | 7 759  | 100   | 3 978  | 51,3   | 3 781  | 48,7   |
| Densité (hab./km²) | 60     | 60    | 30,8   | 30,8   | 29,2   | 29,2   |